# Cristian Maidana
Cristian Óscar Maidana (Chaco, 24 gennaio 1987) è un calciatore argentino, centrocampista dell'Argentino (Q).

## Caratteristiche tecniche
Può giocare sia come esterno destro, sia come terzino destro.

## Carriera
Inizia la carriera professionista nel 2006 al Banfield, conquistandosi il posto da titolare appena promosso in prima squadra.
A fine dicembre del 2007 intraprende la sua prima esperienza all'estero: passa a titolo definitivo allo Spartak Mosca, con cui, dopo un inizio nelle seconde file, riesce a debuttare nella Prem'er-Liga russa.
Il 16 gennaio 2009 passa in prestito al Recreativo Huelva. Nell'estate dello stesso anno ritorna allo Spartak Mosca.
Nel gennaio del 2011 torna in Argentina, unendosi all'Huracán.
Trascorsa la stagione 2011-2012 nei Rangers de Talca, nella sessione estiva del calciomercato si unisce ai messicani dell'Atlante.